# ران تان تان وروستي (مجلة)
مجلة ران تان تان وروستي هي مجلة لبنانية ثقافية قصصية ترفيهية أسبوعية، صدرت لأول مرة في 1980م. يشرف عليها محمد أحمد نوح، المدير المسؤول: نزيه الهانم.
تعتمد المجلة على ترجمة قصص كرتونية من أنحاء متفرقة من العالم حيث تبلغ 56 صفحة من بين 68 صفحة أبيض وأسود، والغلاف ملون، قطع المجلة 26×19 سم، توجه إلى الأطفال والشباب حتى حتى سن الثامنة عشر. تذكر المجلة أن الرسوم لآنطونيو فراوو، ليست هناك إشارة للمؤلف.
لا تنشر المجلة صوراً للقراء، وقد نشرت مساهماتهم في الأعداد اللاحقة، ولا تحوي المجلة على ملاحق، لكن هناك إعلانات عن مطبوعات الدار الأخرى وأيضاً إعلانات عن قميص تصدره المؤسسة وعن صور لنجوم التلفزيون في الولايات المتحدة والعالم العربي، سعر النسخة في لبنان 3 ليرات، وفي مصر 50 قرشاً عام 1980م. يحوي العدد إشارات على غلافه إلى أشهر القصص الكرتونية بداخله.

## الأبواب
تعتبر القصص الكرتونية هي الأبواب الثاب وأبطالها: ران تان تان، الأعسر، تونجا، وهي كلها قصص من الثقافة الغربية. بالإضافة إلى قصص الحروب وقصص العدد، تحتوي المجلة أيضاً على الأبواب:
- تسالي
- المفكرة الإسلامية
- اضحك معنا
- صدق أو لا تصدق

أما الصفحات الأخيرة من المجلة فهي مخصصة للتسالي والمعلومات، مثل:
- كيف ولماذا ومتى
- كلمات متقاطعة
- أسئلة حول قصة بوليسية
- اضحك معنا
- كوبون نادي الصداقة
- مسابقة اختلافات